# Вольный (Ростовская область)
Вольный — хутор в Ремонтненском районе Ростовской области.
Входит в Валуевское сельское поселение.

## География

### Улицы
- ул. Веревкина,
- ул. Западная,
- пер. Набережный.

## Население
| 2010 |
| ---- |
| 187  |

## Экономика
В хуторе находится казачье хозяйство «Вольное».